# Fórum Hospital do Futuro
O Fórum Hospital do Futuro é uma plataforma cívica para fomentar o diálogo e a partilha de conhecimento sobre a inovação no sector da Saúde em Portugal e em todos os países da Lusofonia
Criada em Lisboa no ano de 2003 foi co-fundada por João Manuel Nunes de Abreu do qual foi o seu primeiro presidente e é atualmente dirigida por Paulo Nunes de Abreu. 

## Revista HdF
Entre 2010 e 2011 editou a revista HdF cujo último número foi dirigido por Adalberto Campos Fernandes.

## Sítio web
O Fórum Hospital do Futuro edita regularmente um Boletim informativo que é distribuído a uma lista de subscrição de cerca de 5.000 membros e está presente nos seguintes endereços. 
Sítio principal: https://www.hospitaldofuturo.pt/

## Redes sociais
O Fórum Hospital do Futuro está presente nas seguintes redes sociais: 
LinkedIn: https://www.linkedin.com/company/forum-hospital-do-futuro/
Facebook: https://www.facebook.com/hospitaldofuturo
Twitter: https://twitter.com/hospitalfuturo
1. ↑  «Accenture promove fórum sobre o futuro da Saúde em Portugal – Executive Digest». 29 de setembro de 2020. Consultado em 1 de janeiro de 2021
2. ↑  «Futuro da saúde: Tecnologia é ferramenta fundamental». Jornal Expresso. Consultado em 1 de janeiro de 2021
3. ↑  «Fórum Hospital do Futuro». Issuu (em inglês). Consultado em 1 de janeiro de 2021
4. ↑  HdF, Fórum. «QUEM SOMOS». Fórum Hospital do Futuro. Consultado em 1 de janeiro de 2021